# Pont de Sant Roc (Alcoi)
El Pont de Sant Roc és un dels ponts que es troben a la ciutat d'Alcoi, a la comarca de l'Alcoià (País Valencià). És obra de l'arquitecte Eduardo Miera i les seues obres es van realitzar entre els anys 1861 i 1862.
El pont uneix els barris de Santa Rosa i el d'Horta Major. Va ser construït per executar la carretera de Xátiva a Alacant en 1861. És del segle xix, època en què la indústria local i l'economia alcoiana van conèixer la seua major esplendor i com els ponts d'aquesta mateixa època, es va construir amb pedra extreta de les pedreres locals.
En finalitzar la seua construcció, va ser l'eix principal de l'eixample d'Alcoi. L'ajuntament d'Alcoi va pagar part dels costos per evitar les corbes que pretenien fer els enginyers de l'Estat.
Permet veure al fons el xicotet riu del barranc de Soler, el qual, en direcció al centre de la ciutat, augmenta el cabal del riu Barxell. Segons ho va projectar Eduardo Miera, té tres arcs de mig punt similars als del pont de la Petxina, de huit metres, i una altura considerable, amb una alçada màxima de 20,5 metres, salvant un ampli barranc.